# Trung tâm Chiếu phim Quốc gia
Trung tâm Chiếu phim Quốc gia (tiếng Anh: National Cinema Center, hay NCC) là đơn vị sự nghiệp công lập trực thuộc Bộ Văn hóa, Thể thao và Du lịch được thành lập vào ngày 29 tháng 12 năm 1997. Trung tâm có chức năng tổ chức chiếu phim phục vụ các nhiệm vụ chính trị, xã hội, hợp tác quốc tế; điều tra xã hội học về nhu cầu khán giả để phục vụ cho công tác định hướng phát triển ngành Điện ảnh; và trưng bày điện ảnh, tổ chức các hoạt động biểu diễn nghệ thuật.